# پکه نیمی (اسکی باز)
پکه نیمی (انگلیسی: Pekka Niemi؛ ۱۰ ژانویه ۱۹۰۶ – ۲۱ دسامبر ۱۹۹۳ (aged 84)) ورزشکار اسکی صحرانوردی اهل فنلاند بود.
وی در مسابقات کشوری و بین‌المللی در مجموع برندهٔ ۱ مدال طلا، ۱ مدال نقره، ۲ مدال برنز شده‌است.